# François Peugeot
Pour les autres membres de la famille, voir Famille Peugeot.
François Peugeot est un industriel et un homme politique français né le 31 mai 1901 à Hérimoncourt, dans le Doubs, et décédé le 26 mars 1985 à Neauphle-le-Château, dans les Yvelines.

## Biographie
Issu de la famille Peugeot, neveu de Robert Peugeot et cousin de Jean-Pierre Peugeot, diplômé d'HEC, il se consacre tout d'abord à sa carrière d'industriel et prend un rôle de plus en plus important au sein de l'entreprise Peugeot. Tenté par une carrière politique, il se présente aux élections de 1936 sous les couleurs des Radicaux indépendants. Élu député de la circonscription de Montbéliard, au cœur de l'empire familial, il rejoint le groupe de la Gauche démocratique et radicale indépendante, issu de l'ancienne Gauche radicale.
Il vote, le 10 juillet 1940, en faveur de la remise des pleins pouvoirs au Maréchal Pétain et se retire de la vie parlementaire.
Après la guerre, il est P-DG de la SEIDIS, des laminoirs de Franche-Comté, et administrateur de Peugeot. Il se consacre essentiellement à l’organisation professionnelle de la métallurgie tant au niveau national qu’à l'échelle européenne : il préside longtemps la Fédération des industries mécaniques et transformatrices des métaux - il siège à ce titre au comité directeur du Conseil national du patronat français (CNPF) -, des années 1950 jusqu'en 1972, est membre du comité économique et social des communautés européennes et du Comité de liaison des industries métallurgiques européennes. Il est l'un des représentants du CNPF aux Accords de Grenelle.

## Distinctions
- Officier de la Légion d'honneur.

## Sources
- « François Peugeot », dans le Dictionnaire des parlementaires français (1889-1940), sous la direction de Jean Jolly, PUF, 1960 [détail de l’édition]
- Jean-Louis Loubet, La maison Peugeot, Paris, Perrin, 2009, 250 p. (ISBN 978-2-262-02964-7, OCLC 315137639)
- Serge Paganelli et Martine Jacquin (préf. Jean Garcia), Peugeot : la dynastie s'accroche, Paris, Ed. Sociales, coll. « Notre temps » (no 16), 1975, 156 p. (ISBN 978-2-209-05177-9, OCLC 416453991)